# Стрітсборо (Огайо)
Стрітсборо (англ. Streetsboro) — місто (англ. city) в США, в окрузі Портадж штату Огайо. Населення — 17 260 осіб (2020).

## Географія
Стрітсборо розташоване за координатами 41°14′23″ пн. ш. 81°20′45″ зх. д. / 41.23972° пн. ш. 81.34583° зх. д. (41.239633, -81.345860).  За даними Бюро перепису населення США в 2010 році місто мало площу 63,09 км², з яких 60,76 км² — суходіл та 2,34 км² — водойми.

## Демографія
Згідно з переписом 2010 року, у місті мешкало 16 028 осіб у 6562 домогосподарствах у складі 4316 родин. Густота населення становила 254 особи/км².  Було 7104 помешкання (113/км²).
Расовий склад населення:
| - 87,7 % — білих - 7,9 % — чорних або афроамериканців - 2,2 % — азіатів - 0,2 % — корінних американців |

До двох чи більше рас належало 1,8 %. Частка іспаномовних становила 1,7 % від усіх жителів.
За віковим діапазоном населення розподілялося таким чином: 22,3 % — особи молодші 18 років, 66,0 % — особи у віці 18—64 років, 11,7 % — особи у віці 65 років та старші. Медіана віку мешканця становила 37,9 року. На 100 осіб жіночої статі у місті припадало 94,2 чоловіків;  на 100 жінок у віці від 18 років та старших — 92,1 чоловіків також старших 18 років.
Середній дохід на одне домашнє господарство  становив 67 937 доларів США (медіана — 60 423), а середній дохід на одну сім'ю — 79 153 долари (медіана — 72 250). Медіана доходів становила 52 265 доларів для чоловіків та 37 488 доларів для жінок. За межею бідності перебувало 9,2 % осіб, у тому числі 13,3 % дітей у віці до 18 років та 5,7 % осіб у віці 65 років та старших.
Цивільне працевлаштоване населення становило 8674 особи. Основні галузі зайнятості: виробництво — 23,8 %, освіта, охорона здоров'я та соціальна допомога — 16,7 %, мистецтво, розваги та відпочинок — 12,1 %, роздрібна торгівля — 9,8 %.